# مطبخ يهود مزراحي

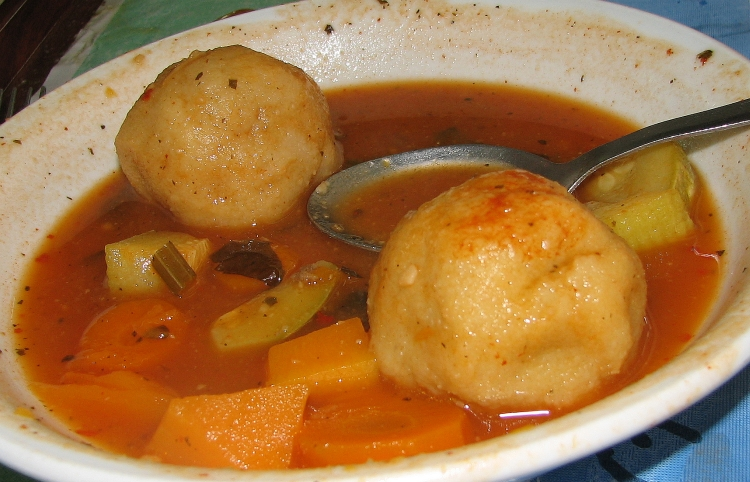
المطبخ اليهودي العراقي: كبة

مطبخ يهود المزراحي هي مجموعة متنوعة من تقاليد الطبخ التي وضعت بين اليهود في الشرق الأوسط وشمال أفريقيا، وآسيا، والدول العربية، يهود المزراحي يعرفون أيضاً باليهود الشرقيين (مزراحي في العبرية: الشرقيون)، اليهود المزراحيون يطهون الأطعمة التي كانت تحظى بشعبية في بلدانهم الأصلية، و يتبعون قوانين الكشروت التي تنصها الشريعة اليهودية، و يستند المطبخ إلي حد كبير بالمكونات الطازجة، كما يتم شرائها عادة من السوق، تنص العقيدة اليهودية بذبح اللحوم بطريقة الشحيطه.

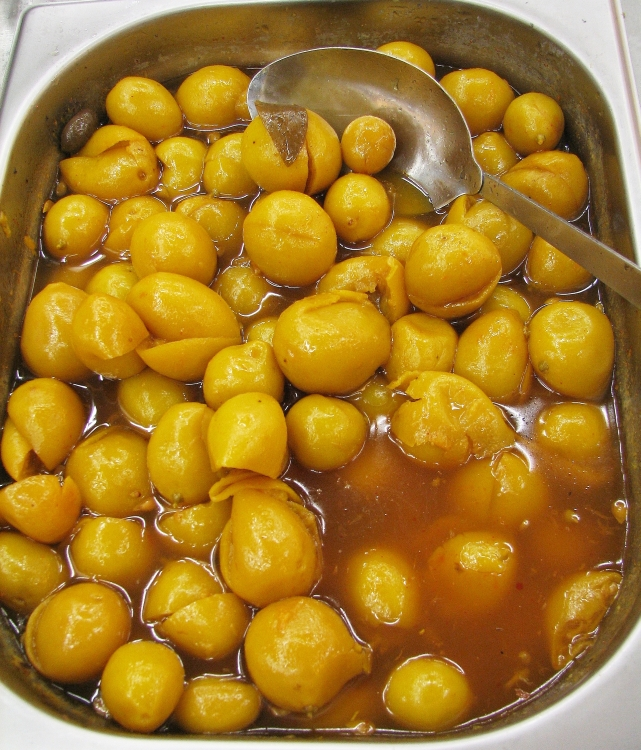
مخلل الليمون المغربي